# جیل، لنکران
جیل (به ترکی آذربایجانی: Cil) یک منطقه مسکونی در جمهوری آذربایجان است که در شهرستان لنکران واقع شده‌است. جیل در سال ۲۰۰۷، ۲۲۷۹ نفر جمعیت داشته‌است.

## ریشه واژه
جیل در زبان تالشی به معنای مکان مردابی است.  این روستا نام خود را از دریاچه خشک شده به همین نام گرفته است.  بر اساس برخی منابع تاریخی، نام این روستا از نام مردم گیل که از استان گیلان به این ناحیه کوچ کرده‌اند گرفته شده است.

## بومیان شناخته‌شده
- الله شکور پاشازاده